# ایمید

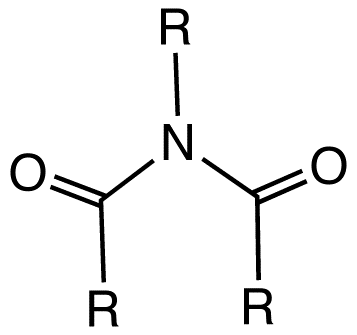
فرمول عمومی ایمیدها

ایمید(به انگلیسی: Imide) یک گروه عاملی در شیمی آلی است که از دو گروه آسیل متصل شده به یک اتم نیتروژن تشکیل شده است.